# Feldlager Prizren
Das Feldlager Prizren war eine von der deutschen Bundeswehr in den Jahren 1999 bis 2018 im Rahmen der KFOR-Mission betriebene Militärbasis bei Prizren im Kosovo. Es war das Hauptquartier des deutschen Truppenkontingents (GECON) und von 2001 bis 2011 zugleich Sitz des Stabes für den Verfügungsraum Südkosovo, der mit wenigen Ausnahmen unter der Befehlsgewalt eines deutschen Brigadegenerals stand. Neben der deutschen Truppenpräsenz waren hier zeitweilig auch Kontingente des österreichischen Bundesheeres (AUCON), der Schweizer Armee (Swisscoy) und der bulgarischen Armee (BULCON) stationiert.

## Lage
Das Feldlager wurde unter der teilweisen Nutzung älterer Liegenschaften auf dem Gelände der ehemaligen Ramiz-Sadiku-Kaserne der jugoslawischen Volksarmee in Prizren bezogen. Es lag am nordöstlichen Stadtrand unmittelbar an der nach Suhareka ausfallenden Straße M-25, umgeben von dem Stadtteil Korilla im Südwesten und dem Vorort Lubizhda im Nordosten. Es lehnte sich an den Nordhang des kosovarischen Seenhochlandes „Maja e Liqenit“ an. Über Korilla hinwegblickend lag in Sichtweite die Festung von Prizren.

## Vorgeschichte
Die Geschichte der militärischen Präsenz in Prizren begann 1906, als die osmanische Armee hier zur Kontrolle der albanischen und serbischen Lokalbevölkerung ein Regiment stationierte. Nur sechs Jahre später im Oktober 1912 wurde Prizren im ersten Balkankrieg von Serbien erobert und das ehemalige osmanische Lager wurde nun der Standort einer serbischen Garnison. Während des Ersten Weltkrieges war hier ab dem November 1915 eine Einheit der österreichisch-ungarischen Armee stationiert, bis sich nach deren Rückzug im Dezember 1918 die serbische Armee wieder in die Kontrolle über Prizren setzen konnte. In den Zwischenkriegsjahren wurde die Kaserne ausgebaut, in der ab 1929 die jugoslawische Armee einquartiert war. Unter anderem wurde in dieser Zeit auch das mit einem blauen Anstrich versehene Stabsgebäude errichtet, das von den Deutschen später wahlweise als „Blaue Residenz“, „Blaues Palais“, „Blaue Villa“ oder „Blaues Gebäude“ bezeichnet wurde. Nach der Eroberung des Balkans durch deutsche und italienische Truppen im Zweiten Weltkrieg 1941 war der größte Teil des Kosovo an den mit Italien assoziierten großalbanischen Staat angeschlossen, in Prizren wurde eine italienische Besatzungstruppe stationiert. Nach dem Bruch der deutsch-italienischen Allianz wurde die Stadt im Juli 1943 von der deutschen Wehrmacht besetzt und die Kaserne ab dem Februar 1944 von der SS-Division „Skanderbeg“ als ihr Hauptquartier bezogen. Am 17. November 1944 wurde Prizren von Partisaneneinheiten der kommunistischen nationalen Befreiungsarmee Albaniens befreit.
Das nun kommunistische Albanien akzeptierte im Juli 1945 die Wiederherstellung seiner ursprünglichen Grenzen und damit die Rückkehr des Kosovo in den jugoslawischen Staatenverbund. Prizren wurde damit ein Standort der Volksarmee Jugoslawiens (VJ). Die Kaserne wurde jetzt nach dem kosovo-albanischen Widerstandskämpfer Ramiz Sadiku benannt, der den kommunistischen Partisanen des Marschalls Tito angehörte und 1943 nach seiner Gefangennahme durch die italienische Armee exekutiert worden war. Die Kasernenanlage hatte bis zur Mitte des letzten Jahrzehnts des 20. Jahrhunderts mit etwa 46 Hektar ihren größten Umfang erreicht und sich auch auf einen kleineren Bereich an der gegenüberliegen Seite der M-25 erstreckt, der später als „Lager Nord“ bezeichnet wurde. Neben dem Stabsgebäude verfügte sie über mindestens drei weitere, aus rotem Backstein errichtete Kompaniegebäude, in denen vornehmlich mobile Infanterie- und Pioniereinheiten einquartiert waren. Des Weiteren existierte eine Truppenküche und einige kleinere Lager- und Instandsetzungsgebäude. Mit Ausnahme einer zu den Kompaniegebäuden und der Truppenküche hinauf und ab dem Stabsgebäude zur M-25 wieder hinabführenden Ringstraße hatte die Kaserne über keine weitere asphaltierte Straßenführung verfügt.
Während des Kosovokrieges 1999 war die Kaserne ein Ziel der Luftschläge des NATO-Bündnisses und wurde mehrfach von Bomben und Marschflugkörpern getroffen, durch die alle festen Gebäude beschädigt oder zur Gänze zerstört wurden. Parallel zum Einmarsch der deutschen KFOR-Truppen unter Brigadegeneral Fritz von Korff in Prizren am 13. Juni 1999 wurde die Kaserne gemäß den Bestimmungen des Abkommens von Kumanovo von der abziehenden jugoslawischen Armee geräumt.

## Feldlager „VJ-Kaserne“

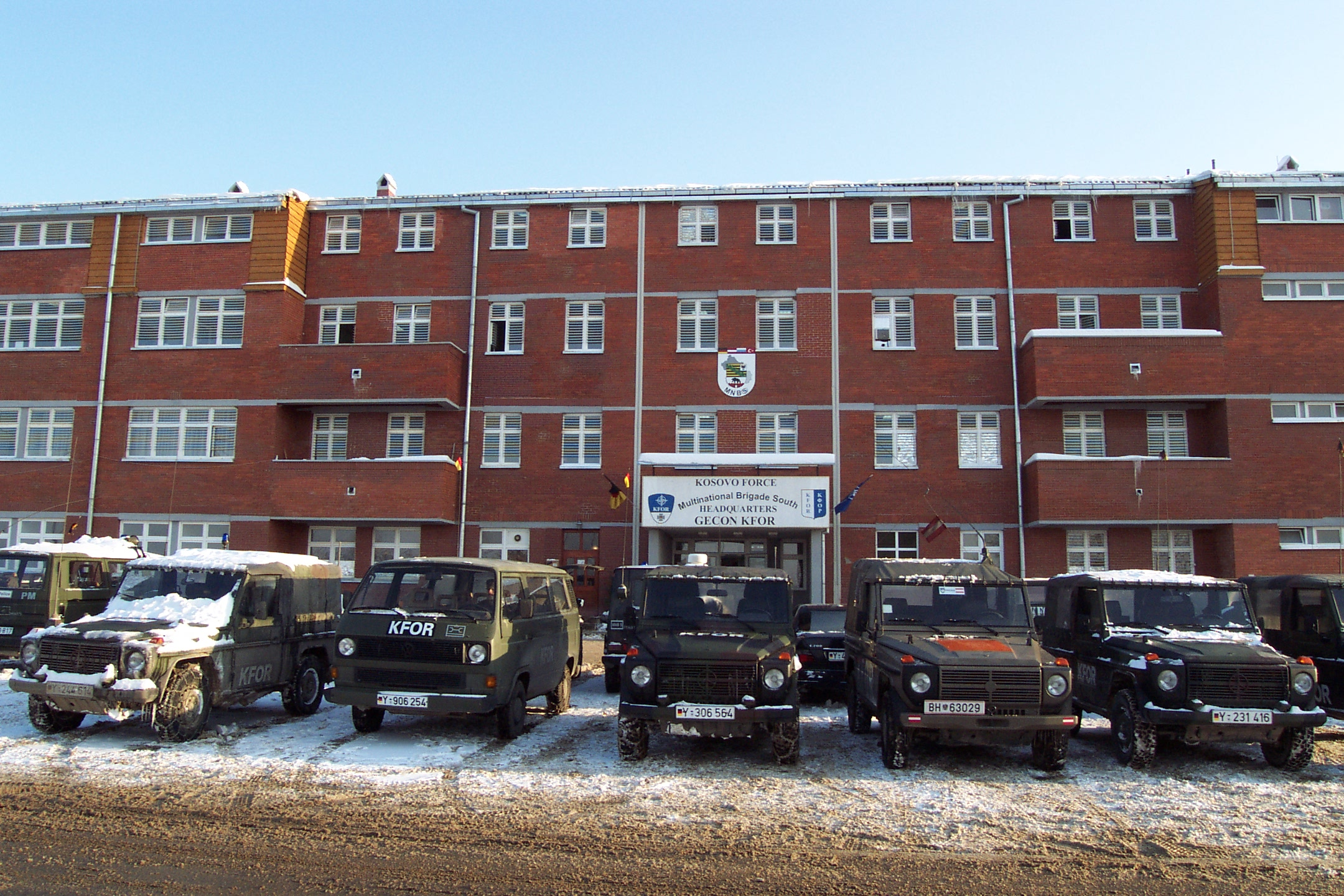
Das Stabsgebäude der MNB-S („Roter Stab“) im Feldlager Prizren, Dezember 2001.

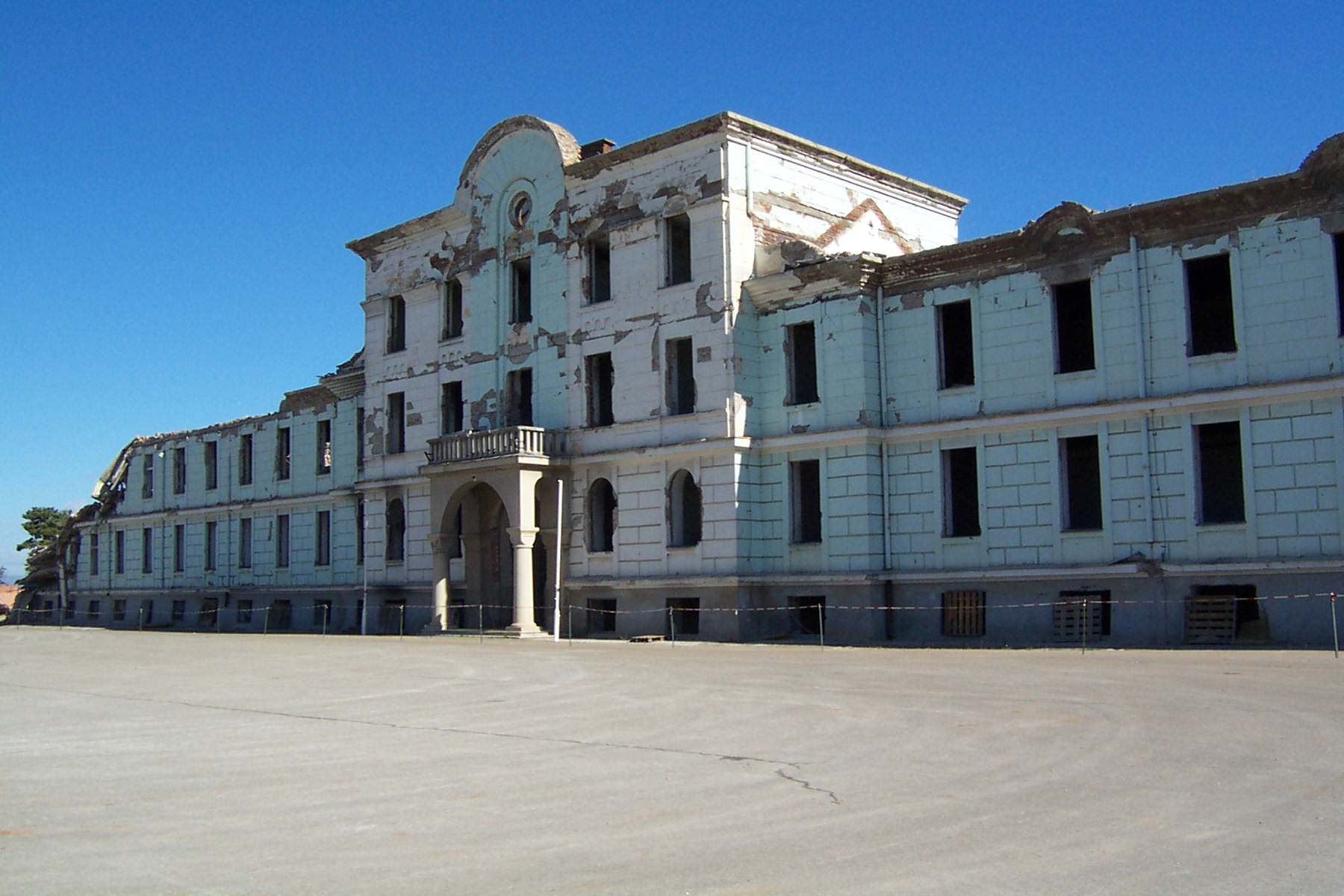
Das ehemalige Stabsgebäude der jugoslawischen Armee („Blaue Residenz“) im Feldlager Prizren, März 2002.

Die Kaserne von Prizren war schon in der Planungsphase der KFOR-Mission als Hauptquartier des deutschen Verantwortungsbereichs der Multinationalen Brigade Süd (Multinational Brigade South/MNB-S) vorgesehen, doch musste die Anlage zuvor erst von den nach dem Bombardement zurückgebliebenen Kampfmitteln geräumt und die beschädigten baulichen Liegenschaften wiederinstandgesetzt werden. Der Stab der MNB-S hatte deshalb zunächst in den Hallen der Textilfabrik PROGRES im Gewerbegebiet am Westrand der Stadt einen provisorischen Standort bezogen. Erst nachdem die Instandsetzungsarbeiten vollendet waren, konnte der Stab im Frühjahr 2001 in die Kaserne umziehen, die im inoffiziellen Jargon der deutschen Soldaten einfach weiterhin als „VJ-Kaserne“ bezeichnet wurde. Von den drei alten Kompaniegebäuden waren deren zwei für die weitere Verwendung renoviert worden. In dem einen, nun als „Roter Stab“ bekannten, wurden die Büros des Brigadestabes und in die des anderen die des Stabes des Fernmeldebataillons und der Lagerkommandantur eingerichtet. Vor letzterem wurde ein Ehrenhain der Bundeswehr angelegt. Die Ruine des dritten Kompaniegebäudes wurde dagegen vollständig abgetragen, um an seiner Stelle ein neues in Leichtbauweise errichtetes Gebäude zu setzen, das vom Stab des verstärkten Pionierbataillons bezogen wurde. Das alte jugoslawische Stabsgebäude, die „Blaue Residenz“, blieb als Kriegsrelikt nun als markante Ruine stehen, deren Vorplatz seither als Aufmarschraum für Antreten in Bataillonsstärke verwendet wurde. Auch das Stahlbetonskelett der unmittelbar hinter dem Brigadestab gelegenen alten Truppenküche blieb zunächst stehen und wurde erst zu einem späteren Zeitpunkt abgetragen. Im Flachbau eines ehemaligen Lagergebäudes gegenüber der „Blauen Residenz“ wurde die Fernmeldezentrale samt den Büros der Satellitenkommunikation, Materialausgabe und Kryptoverwaltung eingerichtet. Am Fuß des Hangs entlang der an der M-25 verlaufenden Lagerumzäunung hatte zunächst in Zelten und Containern das Feldlazarett seinen Standort bezogen. Nebst zweier Lagerzufahrten befanden sich entlang der Straße auch die Hubschrauberlandeplätze sowie die Tankstelle und einige Instandsetzungshallen. Oberhalb der Landeplätze befand sich der Sportplatz, der vornehmlich als Abstellplatz für Material und Fahrzeuge genutzt wurde. Der nordöstliche Lagerbereich diente als Abstellfläche für den militärischen Fuhrpark. Als Mannschafts- und Kompaniequartiere dienten zunächst Zelte und Wohncontainer; die Soldatenmesse war mehrere Jahre in einem Zelt eingerichtet.
Die militärische Präsenz der Bundeswehr in Prizren war ab 2000 durch ein zweites, am Nordrand der Stadt errichtetes Feldlager erweitert, das als „Airfield“ bezeichnet wurde. In diesem Lager waren vornehmlich die Hallen der Instandsetzungseinheiten für militärisches Großgerät wie auch die Depothallen der Logistikeinheiten untergebracht. Die Helikopter der gemischten Heeresfliegerabteilung waren seit dem Herbst 1999 auf dem Rollfeld eines ehemaligen Agrarflugplatzes beim Ort Topliçan nahe Suhareka gelegen stationiert. Auch die Redaktion der Truppenzeitung „Maz&More“ war hier untergebracht. Beide Lager wurden bis zum August 2011 zurückgebaut. Neben diesen Lagern betrieb die Bundeswehr in den frühen Jahren der KFOR-Mission noch weitere temporäre Außenposten, insbesondere in der Sharr-Gebirgsregion mit Gefechtsständen in Srecka und Restelica zur Absicherung der Grenze zu Nordmazedonien und Albanien, wie auch das Feldlager „Phönix“ bei Rahovec und das Feldlager „Morina“ an der kosovarisch-albanischen Grenze. Auf dem Gipfel des sich über dem Feldlager erhebenden Berg Cviljen wurde ein Horchposten der elektronischen Kampfführung betrieben.
In der VJ-Kaserne hatte die Einsatzgruppe TF-PRIZREN (englisch Task force) ihren Gefechtsstand eingerichtet, zu deren Prioritäten die militärische Sicherung des urbanen Großraums wie auch die Grenzsicherung zu Nordmazedonien entlang der Straße R-115 in den Bergen südlich der Stadt zählte. Dazu wurden vorgeschobene Beobachtungsposten auf dem Burgberg und im Stadtzentrum um den Verkehrsknotenpunkt des „weißen Hauses“ bezogen. Die Aufgabe schloss auch die Sicherung religiös-kultureller Zentren der serbisch-orthodoxen Kirche mit ein wie die der Erlöserkirche, der St. Georgs-Kathedrale und des Erzengelsklosters, doch sind die vor diesen Gebäuden eingerichteten Wachposten, während der Ausschreitungen im Jahr 2004, abgezogen wurden.
Teils unter Mitarbeit kosovarischer Zivilangestellter wurden im Feldlager mehrere Betreuungseinrichtungen betrieben, die von den diversen Einheiten geführt wurden. So unterhielten die Panzergrenadiere die „Grüne Villa“, die Sanitäter die „San-Shine-Bar“, die Aufklärer den „Sumpf“, die CIMIC-Kompanie das „Im Zulauf“ und die Pioniere den „Keiler“. Die größte Betreuungseinrichtung betrieben die Fernmelder mit der über der Ruine der Truppenküche errichteten „Millenium-Bar“, in die ein Truppenkino, ein Fitnesszelt und ein Internetcafé integriert waren. Um sie herum waren mehrere Bauten eines so genannten Lokaldorfes gruppiert, in denen Souvenirs, Textilwaren und andere Bedarfsdinge eingekauft werden konnten. Oberhalb dieses Areals wurde das Lager an seiner höchsten Hanglage von den Quartieren und Büros der zivil-militärischen Zusammenarbeit (CIMIC) abgeschlossen. Das Offizierskorps des Brigadestabes verfügte mit der nebst der Fernmeldezentrale gelegenen Hütte „Wolfs Revier“ über einen eigenen Freizeitraum. In einem kleinen bewaldeten Lagerabschnitt unterhalb der „Blauen Residenz“ wurde eine ökumenische Feldkapelle errichtet, der sich die Einrichtungen der von der EAS und KAS gemeinschaftlich betriebenen „Oase“, des Marketenders und der Feldpost anschloss.
In den Jahren nach 2001 wurde das Feldlager kontinuierlich ausgebaut. Insbesondere die provisorischen Zelt- und Containerbehausungen wurden durch feste Gebäude ersetzt und die unbefestigten Straßen und Wege asphaltiert. Auch die Zelte und Container des Feldlazaretts wurden durch ein festes Gebäude ersetzt, wie auch die Truppenküche im Jahr 2009 mit einem unterhalb des Fernmeldestabs errichteten zweistöckigem Gebäudes zu einer Großraumküche erweitert wurde. Zur sportlichen Betätigung wurden eine Turnhalle, eine Laufbahn, ein Tennis- und ein Volleyballplatz errichtet. Die Ruine der „Blauen Residenz“ wurde im Spätjahr 2013 von verbliebenen Kampfmitteln geräumt und vollständig abgetragen.
Der Ausbau des Feldlagers wurde von einer schrittweisen Verringerung der Truppenpräsenz begleitet. Besonders nach der Auflösung der Verfügungsräume und Zentralisierung der KFOR-Befehlsstruktur mit dem Hauptquartier „Film City“ in Pristina im Januar 2011 verlor der Standort in Prizren zunehmend an militärischer Bedeutung. Waren hier zu Beginn der KFOR-Mission noch mehr als 6000 Soldaten stationiert, waren es im Jahr 2018 noch etwas mehr als 200. In jenem Jahr endete die militärische Präsenz der deutschen Truppen in Prizren mit der feierlichen Übergabe des Feldlagers an die kosovarischen Zivilbehörden mit einem Übergabeappell in Anwesenheit des kosovarischen Präsidenten Hashim Thaçi und des deutschen Botschafters Christian Heldt am 4. Oktober 2018 in der Prizrener Altstadt. Von einem Nachkommando wurde am 20. Dezember 2018 vor dem ehemaligen roten Stabsgebäude die Bundesdienstflagge eingeholt.

## Aktuelle Nutzung
Das Gelände des ehemaligen Feldlagers wird seit dem Abzug der KFOR-Truppen für die Ansiedelung eines Innovations- und Schulungszentrum erschlossen. Zielgruppe sind deutsche und kosovarische Firmen aus den Bereichen Informationstechnologie, Agrikultur und Lebensmittel sowie der Kreativwirtschaft. Weiter soll der Innovations- und Trainingspark (ITP) der Berufsbildung dienen und für genutzt werden können. Federführend beim Aufbau und der Organisation des Parks ist die GIZ. Im ITP fand beispielsweise im Oktober 2019 die State of the Map SEE 2019, das Treffen der südosteuropäischen Community von OpenStreetMap, und im Juli 2022 die Konferenz der Debian GNU/Linux Distribution DebConf 22 statt.
Auch die militärische Tradition des Standortes fand eine Fortsetzung. Im kleineren, an der gegenüberliegenden Straßenseite der M-25 gelegenen Kasernenabschnitt („Lager Nord“) ist seither eine Einheit der kosovarischen Sicherheitskräfte (FSK) stationiert.

## Pressenachrichten
- „Noch viele Jahre zu tun“. In: spiegel.de. Der Spiegel, 25. April 2001, abgerufen am 11. Januar 2020.
- Der traurige Geburtstag des unabhängigen Kosovo. In: welt.de. Die Welt, 17. Februar 2011, abgerufen am 11. Januar 2020.
- Nach fast 20 Jahren schließt die Bundeswehr ihr Feldlager in Prizren. In: fnp.de. Frankfurter Neue Presse, 18. August 2018, abgerufen am 11. Januar 2020.
- Die Bundeswehr schließt nach 20 Jahren ihr Feldlager im Kosovo. In: aachener-nachrichten.de. Aachener Nachrichten, 8. September 2018, abgerufen am 11. Januar 2020.
- Viel Vertrauen – und zwei Tage Feigheit. In: faz.net. Frankfurter Allgemeine Zeitung, 4. Oktober 2018, abgerufen am 11. Januar 2020.
- Nach 20 Jahren verlassen die letzten Bundeswehr-Soldaten den Kosovo. In: augsburger-allgemeine.de. Augsburger Allgemeine, 5. Oktober 2018, abgerufen am 11. Januar 2020.